# Kotczyn
Kotczyn (biał. Котчына; ros. Котчино) – wieś na Białorusi, w obwodzie grodzieńskim, w rejonie mostowskim, w sielsowiecie Kuryłowicze, przy drodze republikańskiej .
Dawniej wieś, majątek ziemski i osada. W dwudziestoleciu międzywojennym leżał w Polsce, w województwie nowogródzkim, w powiecie słonimskim, w gminie Dereczyn. Właścicielem tutejszego majątku był wówczas Tadeusz Giedroyć.